# Brúnastaðir
Brúnastaðir est une localité islandaise de la municipalité de Flóahreppur située au sud de l'île.